# Hegeney
Hegeney je občina v departmaju Bas-Rhin francoske regije Alzacija.
Leta 1990 je v občini živelo 312 oseb oz. 177 oseb/km².